# Адольф VI (граф Берга)
Адольф VI (нем. Adolf VI. von Berg; ум. 3 апреля 1348) — граф Берга с 1308 года.
Сын Генриха фон Виндека. Наследовал дяде — Вильгельму I.
Женившись на Агнессе Клевской (1312), получил город Дуисбург с рейнской таможней.
На имперских выборах 1314 года поддерживал кандидатуру Людвига IV Баварского. В 1327—1328 годах сопровождал его в Рим на коронацию, после чего получил монетную регалию на чеканку грошенов (в Випперфюрте).
По завещанию, составленную 16 августа 1320 года, назначил своими наследниками старшую сестру Маргариту, её мужа графа Оттона IV Равенсбергского, и их детей. С его смертью закончилась бергско-лимбургская династия, и графиней Берга стала Маргарита, приходившаяся Адольфу племянницей.